# Ouija – Spiel nicht mit dem Teufel
Ouija – Spiel nicht mit dem Teufel (Originaltitel: Ouija) ist ein US-amerikanischer Horrorfilm aus dem Jahr 2014. Regie führte Stiles White. In den Hauptrollen sind Olivia Cooke, Daren Kagasoff, Douglas Smith und Bianca A. Santos zu sehen. Produziert wurde der Film von Platinum Dunes und Blumhouse Productions in Zusammenarbeit mit Hasbro. In den Vereinigten Staaten lief der Film am 24. Oktober 2014 an, während er in Deutschland am 22. Januar 2015 startete. 2016 entstand das Prequel Ouija: Ursprung des Bösen (Ouija: Origin of Evil).
Bereits 1986 wurde mit Witchboard – Die Hexenfalle ein Horrorfilm produziert,  bei dem ein Ouija-Brett im Fokus der Handlung stand.

## Handlung
Die jungen Mädchen Laine und Debbie experimentieren zu Hause mit einem Ouija-Brett und versuchen erfolglos, damit einen Geist zu kontaktieren.
In der Gegenwart entdeckt Debbie auf dem Dachboden ein altes Ouija-Brett von den Vormietern. Kurz darauf geschehen merkwürdige Dinge im Haus und Debbie beschließt, die Geschehnisse in einem Videotagebuch festzuhalten. Als Debbie am Abend weitere merkwürdige Dinge um sich herum wahrnimmt, schaut sie durch das Glas der Ouija-Planchette, woraufhin ihr Auge weiß wird und sie sich mit einer Lichterkette im Hausflur erhängt.
Ihre beste Freundin Laine kann Debbies Tod nicht akzeptieren. Als sie in Debbies Zimmer das Ouija-Brett findet, will sie mit Debbies Geist kommunizieren. Laine überredet ihre Freunde Trevor und Isabelle mit ihr zu spielen, da man laut der Regeln nicht alleine spielen darf. Während sie sich zu dem Haus von Debbie begeben will, stellt sie fest, dass sich ihre kleine Schwester Sarah wieder mit einem älteren Jungen treffen will und nimmt sie kurzerhand mit zu Debbies Haus. Dort angekommen stellen die vier fest, dass Pete, der Freund von Debbie, sich ebenfalls in das Haus geschlichen hat.
Nachdem die fünf Protagonisten angefangen haben zu spielen, bekommen sie eine Nachricht mit „Hi Friend“. In ihrem Glauben, dass es sich um Debbie handelt, verabschieden sie sich ein letztes Mal von ihr und gehen nach Hause. Daraufhin erscheint jedem von ihnen im Laufe des nächsten Tages die Botschaft „Hi Friend“. Schnell merken sie, dass die vermeintliche Debbie kommunizieren will und somit begeben sie sich erneut in das Haus um das Ouija-Brett zu benutzen. Dieses Mal erkennen sie dabei jedoch schnell, dass das Wesen, mit dem sie Kontakt aufgenommen haben, nicht Debbie ist, sondern ein kleines Mädchen mit zugenähtem Mund, das die Gruppe anscheinend vor der bösartigen Mutter warnen will. Panisch verlassen sie gemeinsam das Haus und gehen nach Hause. Als Isabelle dort angekommen ist, will sie sich ein Bad einlassen und ihre Zähne mit Zahnseide reinigen, als plötzlich auch ihr Mund zugenäht ist. Dann wird sie von einer unsichtbaren Macht auf das Waschbecken geschlagen und stirbt. Laine und die anderen erfahren mit der Zeit, dass in Debbies Haus vor vielen Jahren eine Frau ihre Tochter, Doris, getötet hat. Sie machen Doris’ Schwester Paulina ausfindig, die seit Jahren in einer psychiatrischen Klinik lebt. Paulina informiert sie, dass ihre Mutter häufig mit Geistern in Kontakt getreten war, außerdem hätte sie Doris den Mund zugenäht. Sie erklärt weiter, dass Doris’ Leiche noch im Keller des Hauses liege und dass man die Fäden aus dem Mund der Leiche entfernen müsse, damit alles ein Ende finde. Nach Auffindung der Leiche in einem verborgenen Altarraum im Keller und der Entfernung der Fäden wird die Mutter von Doris Geist zerstört. Die Gruppe denkt, dass nun alles vorbei ist.
Als Pete aber auch von einer unsichtbaren Macht umgebracht wird, erkennen sie, dass es noch nicht vorbei ist. Es stellt sich heraus, dass Paulina den Geistern verfallen war und dass ihre Mutter Laine und den Rest der Gruppe nur warnen wollte. Verzweifelt fragen Laine und Sarah ihre Haushälterin um Rat, wie man den Geist aufhalten kann. Diese erklärt, dass man die Überreste und das Ouija-Brett verbrennen muss. Also gehen Laine und Sarah ein letztes Mal in Debbies Haus, wo sie auch Trevor treffen wollen, doch wurde dieser schon von Doris’ Geist im Swimmingpool umgebracht. Im Keller wird Sarah dann in den geheimen Altarraum geschleift und von Doris bedrängt. Damit Sarah Zeit hat, spielt Laine alleine Ouija, denn so muss Doris sich ihr widmen. Als Doris dabei ist, Macht über Laine zu ergreifen und sie somit auch zu töten, kommt ihr der Geist von Debbie zu Hilfe. Im selben Moment schafft es Sarah mit den sterblichen Überresten von Doris aus dem Raum und wirft diese zusammen mit dem Ouija-Brett in den Kellerofen. Einige Tage später kommt Laine abends vom Bad in ihr Zimmer und entdeckt den Zeiger des Ouija-Bretts. Sie schaut hindurch und der Film endet.

## Produktion
Im Mai 2008 berichtete The Hollywood Reporter, dass sich die Produktionsfirma Platinum Dunes von den Produzenten Michael Bay, Andrew Form und Bradley Fuller die Rechte an Hasbros Hexenbrettspiel Ouija gesichert haben und gemeinsam mit Universal Pictures an einer Verfilmung arbeiten. Im November 2009 beauftragte Universal Adam Horowitz und Richard Jefferies damit, das Drehbuch für den Film zu schreiben. Zwischen Oktober und Dezember 2010 waren Pierre Morel, Sylvain White, Scott Stewart, McG und Breck Eisner für den Posten des Regisseurs im Gespräch und Universal legte das Budget auf 80 bis 100 Millionen US-Dollar fest. Im Januar 2011 verdichteten sich laut The Wrap die Anzeichen, dass McG die Regie übernehmen wird. Da anscheinend McG mit dem Drehbuch nicht einverstanden war, wurde Evan Spiliotopoulos damit beauftragt, das Drehbuch zu überarbeiten. Später schaute auch noch Simon Kinberg über das Skript. Am 23. August 2011 gab Universal Pictures öffentlich bekannt, dass man aus dem Projekt ausgestiegen sei. Als Grund wurde das zu hohe Budget genannt.
Im Oktober 2011 gab der Geschäftsführer von Hasbro, Brian Goldner, gegenüber THR bekannt, dass er nach wie vor von der Idee überzeugt sei und den Film gerne mit einem kleineren Budget realisieren wolle. Im März des folgenden Jahres kehrte Universal als Vermarkter des Filmes zurück und  Blumhouse Productions wurde als neue Produktionsfirma mit an Bord geholt. Im Juli 2012 wurde Stiles White als Regisseur bekannt gegeben. Das Budget wurde auf 5 Millionen US-Dollar festgelegt.
Die erste Hauptrolle konnte sich Daren Kagasoff Anfang Dezember 2013 sichern. Zwei Tage später wurden Olivia Cooke (Hauptdarstellerin) und Douglas Smith unter Vertrag genommen. Am 11. Dezember 2013 wurden Bianca A. Santos, Erin Moriarty, Ana Coto und Vivis Colombetti verpflichtet. Kurze Zeit später stieß Matthew Settle zur Besetzung.
Die Dreharbeiten begannen Mitte Dezember 2013 in Los Angeles.
Nach Battleship ist Ouija das zweite Brettspiel des Spielzeugherstellers Hasbro, das verfilmt wurde.

## Rezeption

### Einspielergebnisse
Ouija – Spiel nicht mit dem Teufel startete in den Vereinigten Staaten in 2.858 Kinos. Das Startwochenende brachte einen Umsatz von 19,88 Millionen US-Dollar und belegte somit den ersten Platz in den Kinocharts. Weltweit spielte der Film bis zum 3. November 2014 42,66 Millionen US-Dollar ein und kann bereits als Erfolg gewertet werden, da die Produktionskosten bei 5 Millionen US-Dollar lagen.

### Kritiken
Der Film erhielt überwiegend negative Kritiken.
Frank Scheck von The Hollywood Reporter urteilt, dass „Universal hoffnungslos die gute Idee, aus dem Brettspiel Ouija einen netten Horrorfilm zu machen“, verschwendet habe und, dass „die Vorstellung bei Monopoly im Gefängnis zu landen“ weitaus gruseliger sei.
Kyle Anderson von Entertainment Weekly merkt an, dass es „keine wirklich blutigen Szenen, keine nackte Haut und keine Schockeffekte in diesem Möchtegern-Horror“ gebe. Für ihn war auch die „Atmosphäre oder Handlung“ etwas zu dünn.